# رانندگی برای خانم دیزی
رانندگی برای خانم دیزی (به انگلیسی: Driving Miss Daisy) فیلمی است در ژانر کمدی و درام که جایزهٔ اسکار بهترین فیلم (جمعاً ۴ جایزهٔ اسکار) را در سال ۱۹۸۹ بدست آورد.
این فیلم به رابطهٔ بین یک زن یهودی و راننده‌اش در یک دورهٔ زمانی ۲۵ ساله می‌پردازد. خانم دیزی قادر به رانندگی نیست و پسرش اصرار دارد که برای وی راننده‌ای استخدام کند. با این حال، خانم دیزی حاضر نیست به این امر تن دهد و اجازه نمی‌دهد که رانندهٔ استخدام‌شده (مورگان فریمن) برایش رانندگی کند. ولی پس از چندی، راننده جای خود را در دل خانم دیزی باز می‌کند.